# Gediminas Paulauskas
Gediminas Paulauskas (ur. 27 października 1982 w Kupiszkach) – litewski piłkarz grający na pozycji obrońcy, reprezentant Litwy.

## Kariera piłkarska

### Kariera klubowa
W 1998 rozpoczął karierę piłkarską w Ekranasie Poniewież, w którym występował przez 10 lat. W 2007 przeszedł do tureckiego klubu MKE Ankaragücü, ale zagrał tylko 1 raz. Potem 6 razy wychodził na boisko w składzie szwajcarskiej AC Bellinzona, po czym latem 2008 powrócił do Litwy, gdzie następnie bronił barw FK Vėtra. W lutym 2010 roku został piłkarzem ukraińskiego Illicziwca Mariupol. W 2011 roku został piłkarzem Piasta Gliwice, z którym w sezonie 2011/2012 z Piastem awansował do Ekstraklasy.

## Kariera reprezentacyjna
Od 2005 roku występował w reprezentacji Litwy. Wcześniej bronił barw juniorskiej reprezentacji.

## Sukcesy i odznaczenia

### Sukcesy klubowe
- mistrz Litwy: 2005
- wicemistrz Litwy: 2003, 2004, 2006
- brązowy medalista Mistrzostw Litwy: 2002, 2007, 2008
- zdobywca Superpucharu Litwy: 2006
- awans do Ekstraklasy: 2012

### Sukcesy reprezentacyjne
- zdobywca Baltic Cup: 2005